# Карпенко Олена Олексіївна
Олена Карпенко (сценічний псевдонім Solomia, народилася 16 вересня 1981 в Києві) – українська співачка, композитор і поет, член Національної спілки письменників (2013) та Національної спілки журналістів України (2014).
Пише й виконує музику в багатьох стилях, зокрема: джаз, блюз, рок, етно, класика. Виступає з концертами в Україні та за кордоном.

## Життєпис
Навчалася на гуманітарному факультеті (1998—2002) та на маґістерській програмі «Журналістика» (2002—2005) у Національному університеті «Києво-Могилянська Академія», а також — на вокальному факультеті Національної музичної академії імені Петра Чайковського у класі професора Г. Сухорукової та доцента Л. Гармаш (2003—2007).
У 2011 році на запрошення Головуючого Ради Європи Solomia дала сольний концерт у Страсбурзі на честь двадцятої річниці незалежності України.
У 2015 році авторською піснею «Оранта» Solomia завершувала об'єднаний показ українських дизайнерів на під час Нью-Йоркського тижня моди.
Пісня «Русалка» (слова Тараса Шевченка, музика Олени Карпенко) звучить у документальному фільмі «Серце мами. Гонгадзе» (режисер В'ячеслав Бігун, 2015).
З 2015 року Олена Карпенко є членом журі престижного Міжнародного літературного конкурсу романів, п'єс, кіносценаріїв, пісенної лірики та творів для дітей «Коронація слова» (Україна).
У 2016 році Олена Карпенко виступила з благодійним концертним туром у США. Всі кошти від концертів було передано на користь дітей, які втратили когось із батьків під час воєнних дій на Сході України.

## Публікації
Книжки:

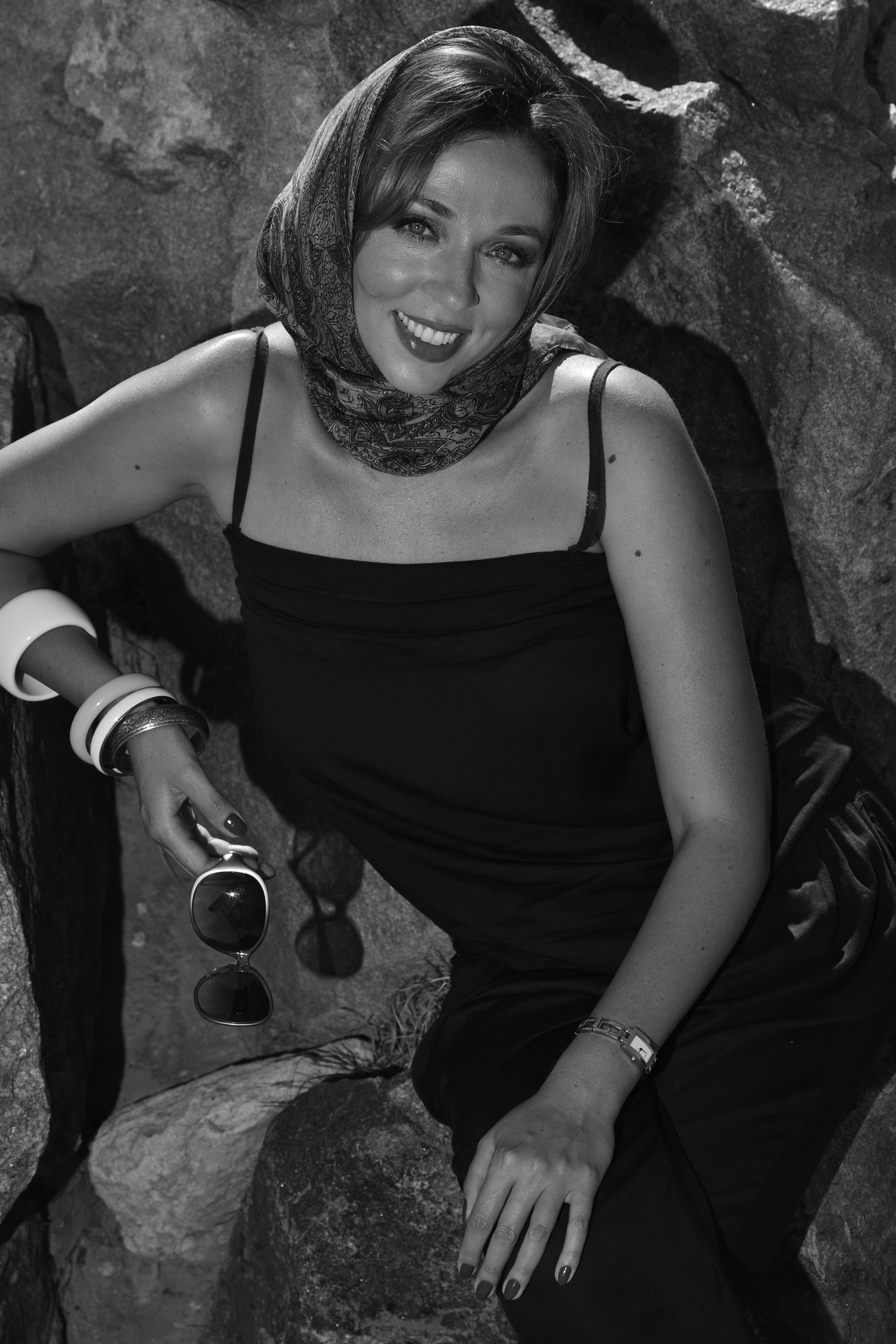
Олена Карпенко, серпень 2015

- «Прикосновение» (Київ, 1998) – збірка поезій;
- «Намисто» (Київ, «КМ Академія», 2005) – збірка поезій;
- «Діалоги з тишею» (Київ, «Дніпро», 2014) – збірка поезій;
- «Троянські коні телереклами. Мовні маніпуляції» (Київ, «Смолоскип», 2007) – науково-публіцистична книжка; [1]
- «Підручник янгола» (Київ, «Фенікс», 2016; Київ, «Самміт-Книга», 2017) – роман;
- «Сонце не вміє світити наполовину» (2017);
- «Серце Європи» (2017);
- «М’ята» (2018);
- «З Україною в серці» (2018);
- «Пошепки» (2018);
- «Теплі історії про Київ» (2018);
- «Жіночі груди: пристрасть та біль» (2019).

Публікації в альманахах, антологіях і збірках:
- «100 молодих поетів України: Антологія» (Київ, 2006);
- «Творчі сили України +» (Київ, 2011);
- «Нова українська поезія» (у перекладі болгарською, Софія – Варна, 2012);
- «Terra poetica» (у перекладі англійською, Київ, «Самміт-Книга», 2014);
- «8 жінок» (Київ, «Самміт-Книга», 2016);[2]
- «Terra poetica – 2016» (Київ, «Самміт-Книга», 2016).[3]

Дискографія
У музичному доробку – три сольні авторські альбоми: 
- «Solomia» (Київ, 2007) – англійською та українською мовами;
- «Rondo» (Київ, Atlantic Records, 2011) – англійською та українською мовами;[4][5]
- «День народження» (Київ, Atlantic Records, 2011) – пісні для дітей українською мовою.[6]
- "Shadow" (2019);
- "Sky Flight" (2019).

Сингли:
- "Carmen" (2019)
- "La Traviata" (2019)
- "Serenade" (2019)

Також пісні Solomia увійшли до музичних добірок:
- «Молоді зірочки України» (2005);
- «Just Talents» (США, 2007);
- «Positive Music» (США, 2007).

## Відзнаки
Переможниця і лауреат національних, міжнародних та світових конкурсів із літератури, вокалу та композиції. Зокрема:
- «Billboard World Song Contest» (США, 2007 і 2009);
- «Song Of The Year» (США, 2007);
- «Toronto Exclusive Magazine Awards» (Канада, 2007);
- «Смолоскип» (Україна, 2004 і 2006);
- «Рукомесло» (Україна, 2005);
- «ШевченкоФест» (Україна, 2007);
- «Таланти твої, Україно» (1996) та ін.